# کانتالوپو نل سانیو
کانتالوپو نل سانیو (به ایتالیایی: Cantalupo nel Sannio) یک کومونه در ایتالیا است که در استان ایسرنیا واقع شده‌است.

## خصوصیات
کانتالوپو نل سانیو ۱۵ کیلومترمربع مساحت و ۷۳۶ نفر جمعیت دارد.